# IC 2500
IC 2500 ist eine Spiralgalaxie vom Hubble-Typ Sab im Sternbild Leo Minor am Nordsternhimmel. Sie ist schätzungsweise 295 Millionen Lichtjahre von der Milchstraße entfernt und hat einen Durchmesser von etwa 95.000 Lj.

Im selben Himmelsareal befinden sich u. a. die Galaxien NGC 2955, NGC 2965, NGC 2971.
Das Objekt wurde am 27. Februar 1897 von Guillaume Bigourdan entdeckt.